# Palácio Tiberiano
Palácio Tiberiano (em italiano:  Domus Tiberiana) foi o primeiro verdadeiro palácio imperial no Palatino, construído pelo imperador Tibério do lado ocidental do monte Palatino, ocupando uma vasta área entre o Templo de Magna Mater e o sopé do Fórum Romano. No século XVI, sobre ele foi criado o Jardim Farnésio, que ainda hoje só foi escavado nas zonas marginais do perímetro, enquanto o núcleo central permanece fundamentalmente inexplorado.

## História
Talvez Tibério tenha escolhido o local onde ficava sua casa natal, que ficada do lado sul do monte. A fase inicial do palácio provavelmente se limitava à porção central do moderno jardim; Calígula a ampliou até o Fórum e Domiciano restaurou todo o complexo. No decurso desta obra, foi criada uma ingresso monumental para o Fórum, onde devia ficar também a guarda pretoriana e onde hoje está Santa Maria Antiqua.

## Descrição
Da parte central, é conhecido apenas um grande peristilo circundado por quartos e do qual partia um corredor que terminava provavelmente perto dos ambientes já escavados nas imediações do Templo de Magna Mater; outros corredores deviam desembocar em seguida no criptopórtico do Palácio Transitório (Domus Transitoria) neroniano, onde ainda são visíveis algumas passagens.
O lado sul, de frente para o templo e a antiga Casa de Lívia, foi escavado em profundidade e revelou uma fileira de dezoito aposentos retangulares cobertos por abóbadas de berço. O oitavo, à direita, conserva um fragmento do teto pintado com quadrados emoldurando cenas figurativas (uma figura feminina, uma pantera e pássaros), datados do século III d.C., enquanto que as paredes laterais são da época da reconstrução neroniana depois do grande incêndio de 64. Sempre do mesmo lado, no ângulo sul, está um tanque oval, provavelmente um viveiro de peixes.
O lado leste é marcado pelo longo criptopórtico atribuído à época neroniana. Há janelas de um dos lados e restos de pintura e dos mosaicos do piso. Um fragmento de estuque do teto está decorado em caixotões, elementos vegetais e um painel com quatro Erotes (no Antiquário Palatino atualmente). Dali se chega ao Palácio Augustano.
O lado norte está de frente para o Fórum e o mais conhecido, disposto ao longo de uma pequena viela conhecida como Clivus Victoriae. Alguns ambientes, orientados no eixo nordeste-sudoeste são muito antigos (da época domiciana) e, acima destes, se apoiaram outras estruturas da época de Adriano, orientadas num eixo norte-sul que se abriam para a antiga via com arcos. Nestes ambientes foram descobertos grafitos com listas de contas e nomes de moedas, o que levou os pesquisadores a imaginarem tratar-se de uma espécie de fisco imperial. Depois, estas estruturas foram utilizadas como lojas de um mercado.
As fontes reportam que o Palácio Tiberiano compreendia pelo menos uma biblioteca, a sede do antigo arquivo imperial, que sucumbiu a um incêndio no início de 192 d.C., na época de Cômodo..

## Galeria

Imagens do palácio
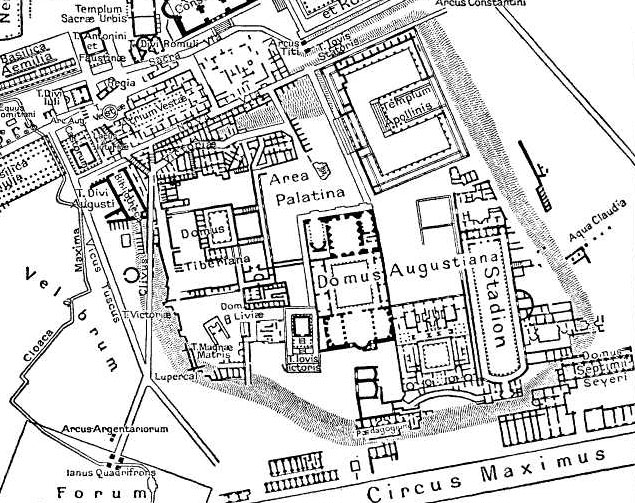
Localização do Palácio Tiberiano à esquerda. A expansão de Domiciano ampliou o palácio até a beira do Fórum, ao norte. Hoje, boa parte do local está debaixo do Jardim Farnésio.
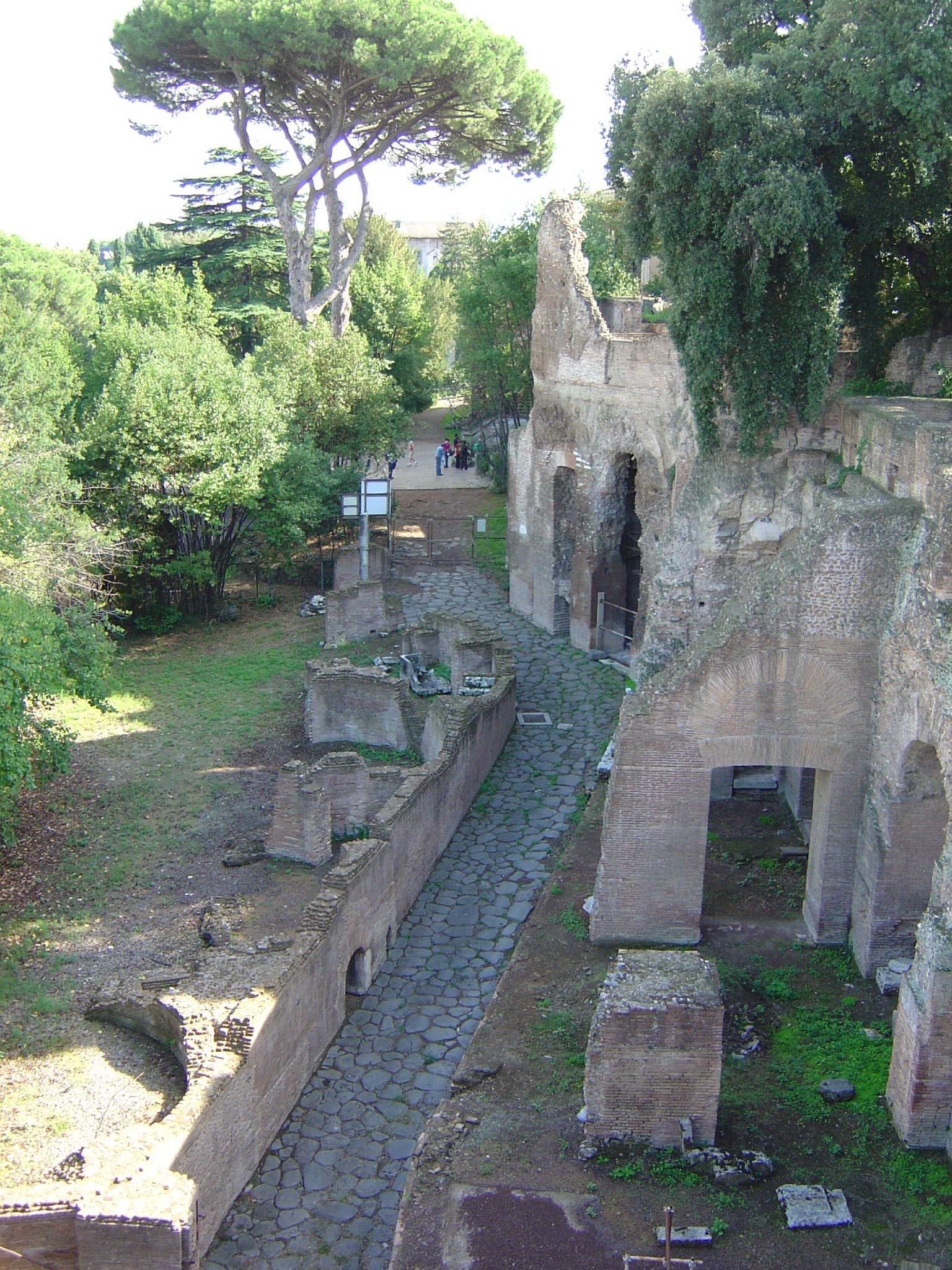
Clivus Victoriae, a viela que passa em frente ao Palácio, no sopé do Palatino.
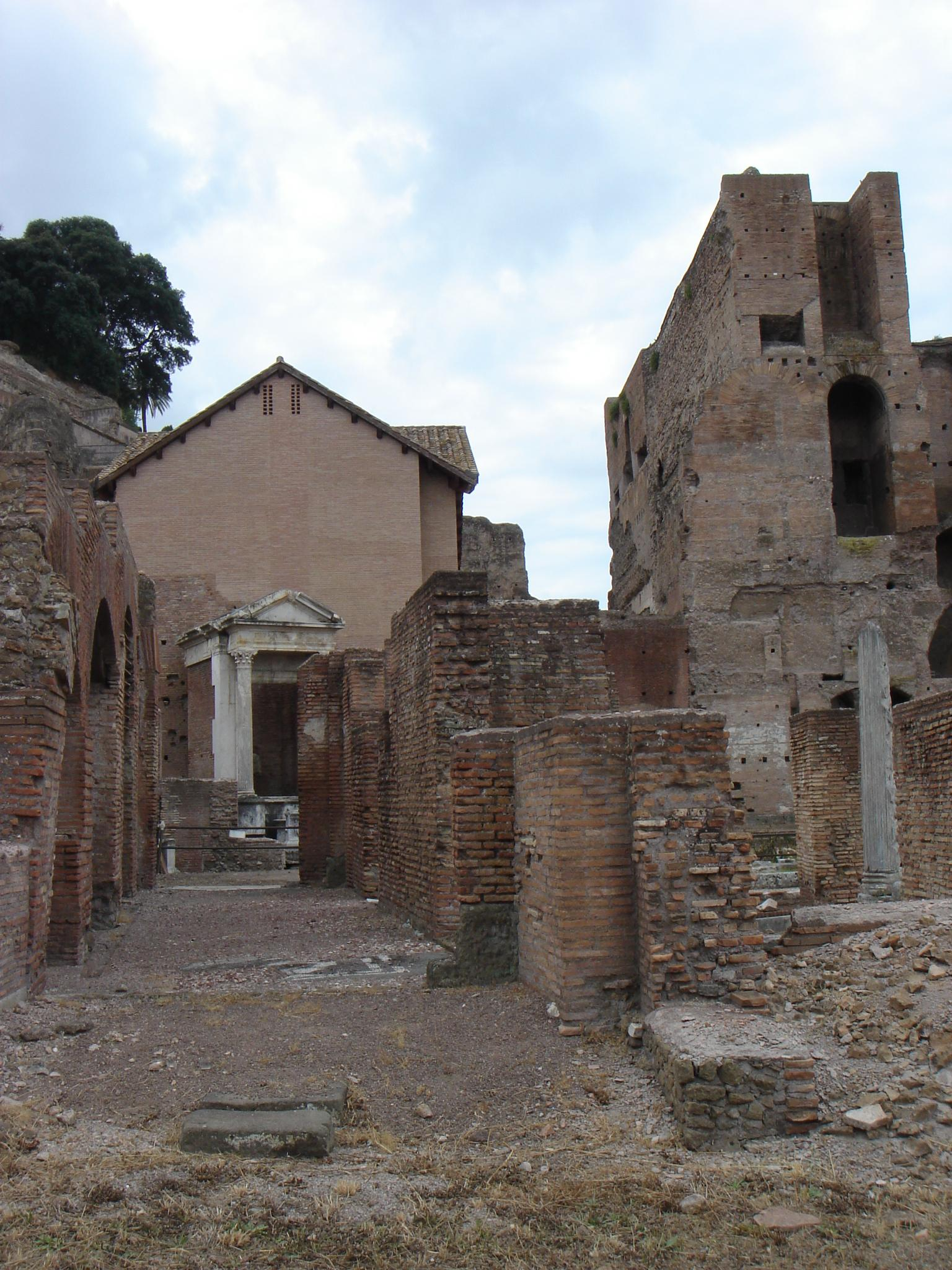
Restos dos edifícios domicianos no Fórum, a entrada monumental que ligava o Palácio Tiberiano ao Fórum Romano. O edifíco ao fundo é Santa Maria Antiqua.
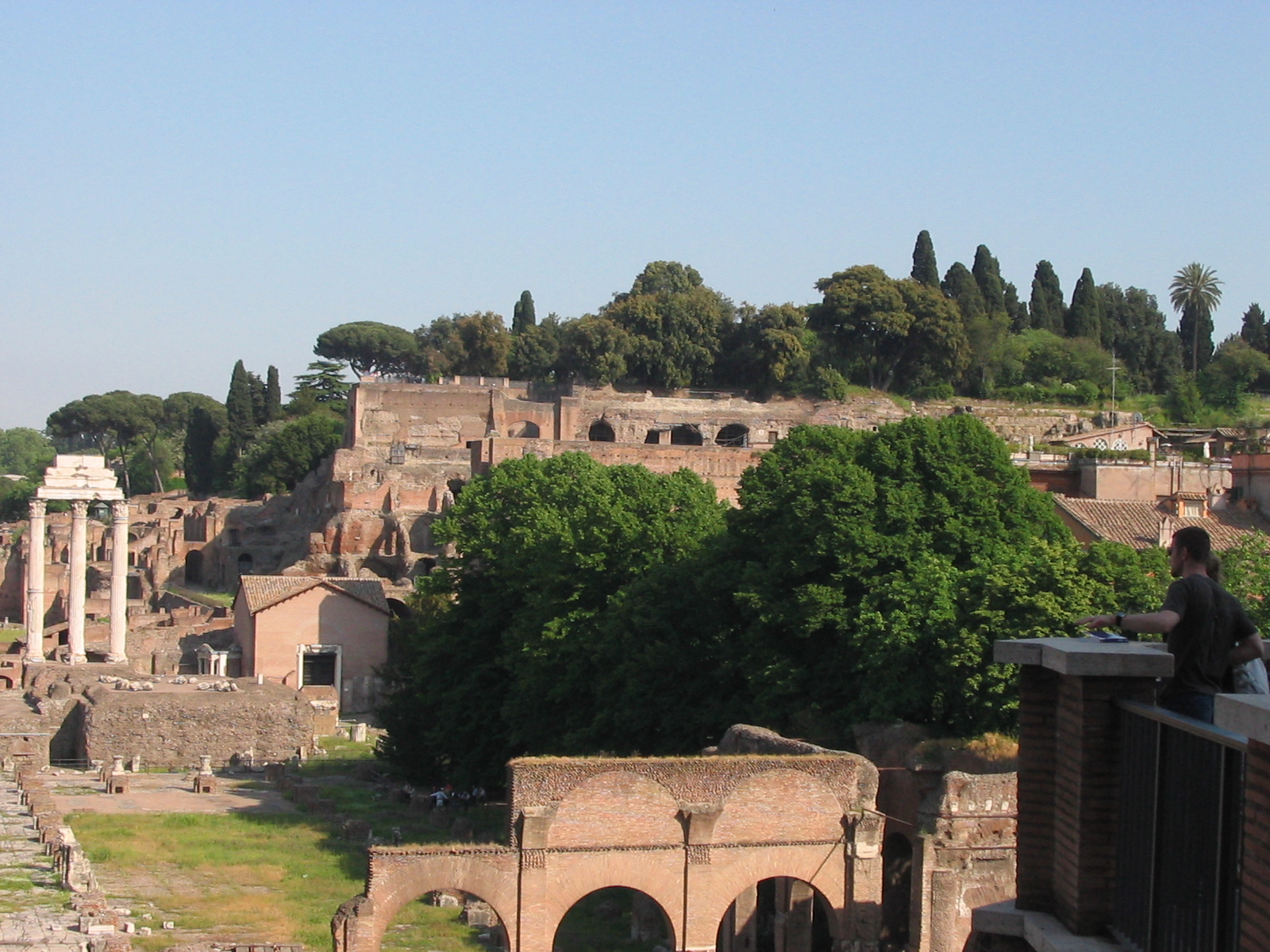
Face leste.
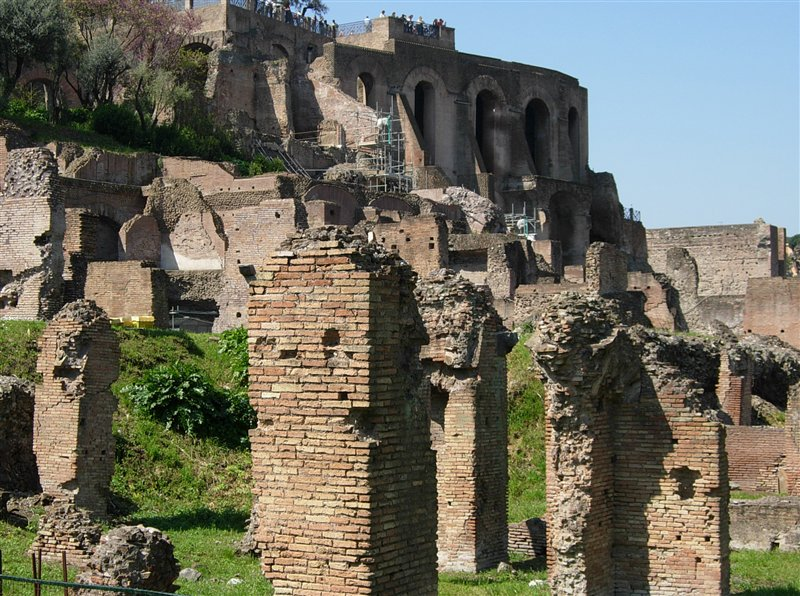
Face norte, de frente para o Fórum.